# P2RY8
P2RY8 (англ. Purinergic receptor P2Y8) – білок, який кодується однойменним геном, розташованим у людей на X-хромосомі. Довжина поліпептидного ланцюга білка становить 359 амінокислот, а молекулярна маса — 40 635.
| 10         |  | 20         |  | 30         |  | 40         |  | 50         |
| ---------- |  | ---------- |  | ---------- |  | ---------- |  | ---------- |
| MQVPNSTGPD |  | NATLQMLRNP |  | AIAVALPVVY |  | SLVAAVSIPG |  | NLFSLWVLCR |
| RMGPRSPSVI |  | FMINLSVTDL |  | MLASVLPFQI |  | YYHCNRHHWV |  | FGVLLCNVVT |
| VAFYANMYSS |  | ILTMTCISVE |  | RFLGVLYPLS |  | SKRWRRRRYA |  | VAACAGTWLL |
| LLTALSPLAR |  | TDLTYPVHAL |  | GIITCFDVLK |  | WTMLPSVAMW |  | AVFLFTIFIL |
| LFLIPFVITV |  | ACYTATILKL |  | LRTEEAHGRE |  | QRRRAVGLAA |  | VVLLAFVTCF |
| APNNFVLLAH |  | IVSRLFYGKS |  | YYHVYKLTLC |  | LSCLNNCLDP |  | FVYYFASREF |
| QLRLREYLGC |  | RRVPRDTLDT |  | RRESLFSART |  | TSVRSEAGAH |  | PEGMEGATRP |
| GLQRQESVF  |  |            |  |            |  |            |  |            |

A: Аланін

C: Цистеїн

D: Аспарагінова кислота

E: Глутамінова кислота

F: Фенілаланін

G: Гліцин

H: Гістидин

I: Ізолейцин

K: Лізин

L: Лейцин

M: Метіонін

N: Аспарагін

P: Пролін

Q: Глутамін

R: Аргінін

S: Серин

T: Треонін

V: Валін

W: Триптофан

Кодований геном білок за функціями належить до рецепторів, g-білокспряжених рецепторів, білків внутрішньоклітинного сигналінгу. 
Локалізований у клітинній мембрані, мембрані.